# Gegenbauer-Polynom

Gegenbauer-Polynome mit α=1

Gegenbauer-Polynome mit α=2

Die Gegenbauer-Polynome, auch ultrasphärische Polynome genannt, sind eine Menge orthogonaler Polynome auf dem Intervall {\displaystyle [-1,1]} mit der Gewichtungsfunktion {\displaystyle (1-x^{2})^{\alpha -1/2}}, mit {\displaystyle \alpha >-1/2}. Sie sind benannt nach dem Mathematiker Leopold Gegenbauer und bilden die Lösung der Gegenbauer-Differentialgleichung. Die Polynome haben die Form
{\displaystyle C_{n}^{(\alpha )}(z)={\frac {1}{\Gamma (\alpha )}}\sum _{m=0}^{\lfloor n/2\rfloor }(-1)^{m}{\frac {\Gamma (\alpha +n-m)}{m!(n-2m)!}}(2z)^{n-2m},}
für {\displaystyle \alpha \neq 0}, andernfalls
{\displaystyle C_{n}^{(0)}(z)=\sum _{m=0}^{\lfloor n/2\rfloor }(-1)^{m}{\frac {(n-m-1)!}{m!(n-2m)!}}(2z)^{n-2m},}
Sie lassen sich auch durch eine hypergeometrische Funktion {\displaystyle {}_{2}F_{1}} darstellen:
{\displaystyle C_{n}^{(\alpha )}(z)={\frac {(2\alpha +n-1)!}{(2\alpha -1)!\,n!}}\,_{2}F_{1}\left(-n,2\alpha +n;\alpha +{\frac {1}{2}};{\frac {1-z}{2}}\right)}
Der Wert für {\displaystyle z=1} ist
{\displaystyle C_{n}^{(\alpha )}(1)={n+2\alpha -1 \choose n}.}
Die ersten Polynome haben die Gestalt:
{\displaystyle C_{0}^{(\alpha )}(z)=1}
{\displaystyle C_{1}^{(\alpha )}(z)=2\alpha z}
{\displaystyle C_{2}^{(\alpha )}(z)=-\alpha +2\alpha (1+\alpha )z^{2}}
{\displaystyle C_{3}^{(\alpha )}(z)=-2\alpha (1+\alpha )z+4/3\alpha (1+\alpha )(2+\alpha )z^{3}}

## Referenzen
- Eric W. Weisstein: Gegenbauer Polynomial. In: MathWorld (englisch).
- Milton Abramowitz, Irene Stegun: Handbook of Mathematical Functions with Formulas, Graphs, and Mathematical Tables. New York: Dover. ISBN 0-486-61272-4, S. 774.